# 안베르사델리아브루치
안베르사델리아브루치(이탈리아어: Anversa degli Abruzzi)는 이탈리아 아브루초주 라퀼라도에 있는 코무네이다.